# Ронко-Кјеза (Тренто)
Ронко-Кјеза је насеље у Италији у округу Тренто, региону Трентино-Јужни Тирол.
Према процени из 2011. у насељу је живело 75 становника. Насеље се налази на надморској висини од 888 м.